# St. George’s School (Brunei)
St George’s School ist eine private römisch-katholische koedukative Schule in Bandar Seri Begawan, Brunei-Muara, Brunei. Sie wurde 1937 gegründet.
Die Schule bietet Unterricht vom Kindergarten bis zum Highschool-Abschluss.

## Persönlichkeiten
- Yassin Affandi (1922–2012), Politiker[3]
- Steven Chong Wan Oon, Richter[4]
- Anthony Liew, ehemaliger Schulleiter[5]